# San Antonio Spurs 2001-2002
La stagione 2001-02 dei San Antonio Spurs fu la 26ª nella NBA per la franchigia.
I San Antonio Spurs vinsero la Midwest Division della Western Conference con un record di 58-24. Nei play-off vinsero al primo turno per 3-2 con i Seattle SuperSonics, perdendo poi nella semifinale di conference per 4-1 con i Los Angeles Lakers.

## Classifica
| Squadra                | V  | P  | PCT  | GB |
| ---------------------- | -- | -- | ---- | -- |
| San Antonio Spurs      | 58 | 24 | 70,7 | -  |
| Dallas Mavericks       | 57 | 25 | 69,5 | 1  |
| Minnesota Timberwolves | 50 | 32 | 61,0 | 8  |
| Utah Jazz              | 44 | 38 | 53,7 | 14 |
| Houston Rockets        | 28 | 54 | 34,1 | 30 |
| Denver Nuggets         | 27 | 55 | 32,9 | 31 |
| Memphis Grizzlies      | 23 | 59 | 28,0 | 35 |

## Roster
| N° | Naz.                   | Ruolo | Sportivo         | Anno | Alt. | Peso |
| -- | ---------------------- | ----- | ---------------- | ---- | ---- | ---- |
| 1  | Stati Uniti (bandiera) | G     | Jason Hart       | 1978 | 191  | 84   |
| 2  | Stati Uniti (bandiera) | AC    | Mark Bryant      | 1965 | 206  | 111  |
| 3  | Stati Uniti (bandiera) | A     | Stephen Jackson  | 1978 | 203  | 99   |
| 5  | Stati Uniti (bandiera) | G     | Charles C. Smith | 1975 | 193  | 88   |
| 8  | Stati Uniti (bandiera) | G     | Steve Smith      | 1969 | 201  | 91   |
| 9  | Francia (bandiera)     | G     | Tony Parker      | 1982 | 188  | 82   |
| 12 | Stati Uniti (bandiera) | A     | Bruce Bowen      | 1971 | 201  | 84   |
| 15 | Stati Uniti (bandiera) | AC    | Amal McCaskill   | 1973 | 211  | 107  |
| 18 | Stati Uniti (bandiera) | A     | Cherokee Parks   | 1972 | 211  | 107  |
| 21 | Stati Uniti (bandiera) | AC    | Tim Duncan       | 1976 | 211  | 112  |
| 30 | Stati Uniti (bandiera) | G     | Terry Porter     | 1963 | 191  | 88   |
| 31 | Stati Uniti (bandiera) | A     | Malik Rose       | 1974 | 201  | 113  |
| 33 | Stati Uniti (bandiera) | G     | Antonio Daniels  | 1975 | 193  | 88   |
| 35 | Stati Uniti (bandiera) | A     | Danny Ferry      | 1966 | 208  | 104  |
| 50 | Stati Uniti (bandiera) | C     | David Robinson   | 1965 | 216  | 107  |

## Staff tecnico
- Allenatore: Gregg Popovich
- Vice-allenatori: Hank Egan, Mike Brown, Mike Budenholzer